# Utrechter Dom

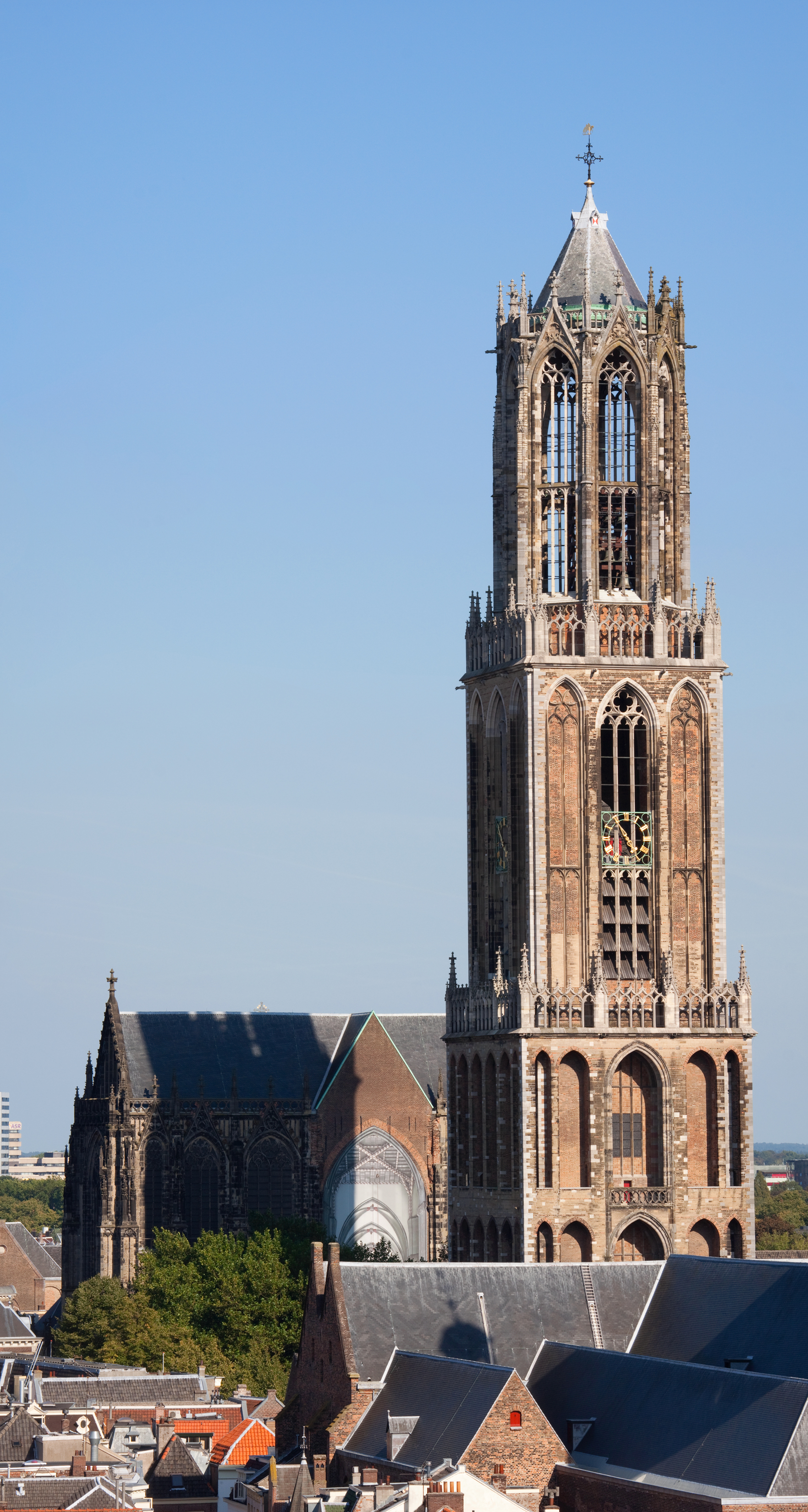
Utrechter Dom

Der Utrechter Dom (Dom St. Martinus) dient als evangelisch-reformierte Kirche der Protestantischen Kirche in den Niederlanden. Bis 1580 war sie die Domkirche des Bistums Utrecht. Seit einem schweren Sturm im Jahr 1674, der das Langhaus zerstörte, besteht die Kirche nur noch aus Chor, Querschiff und Turm (Domtoren), dem mit 112 Metern höchsten Kirchturm der Niederlande.

## Geschichte

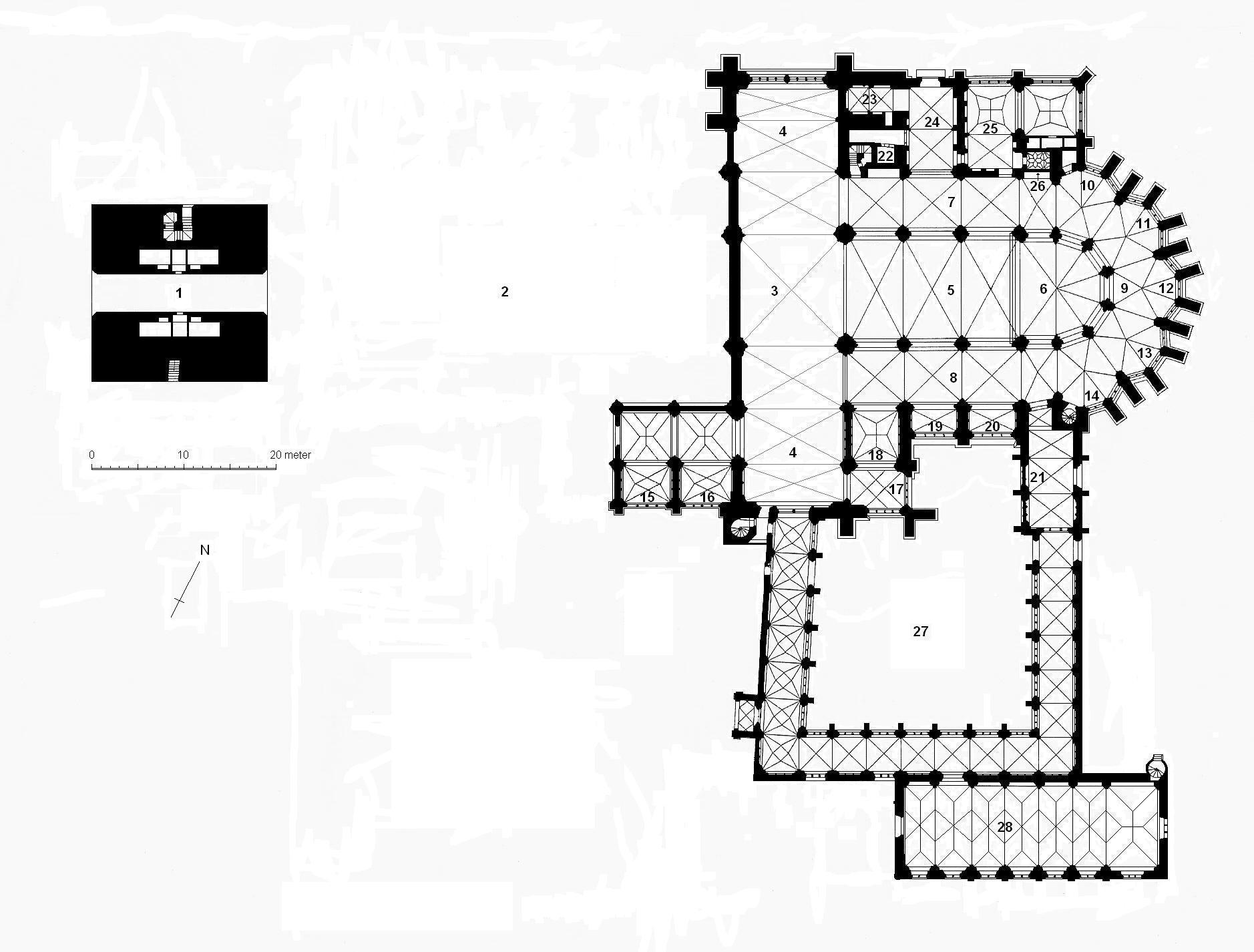
Grundriss

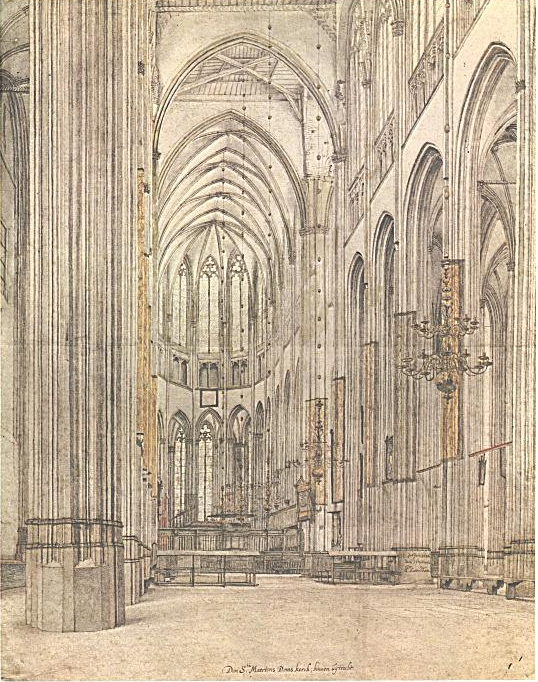
Langhaus mit Chor vor 1665 (Pieter J. Saenredam)

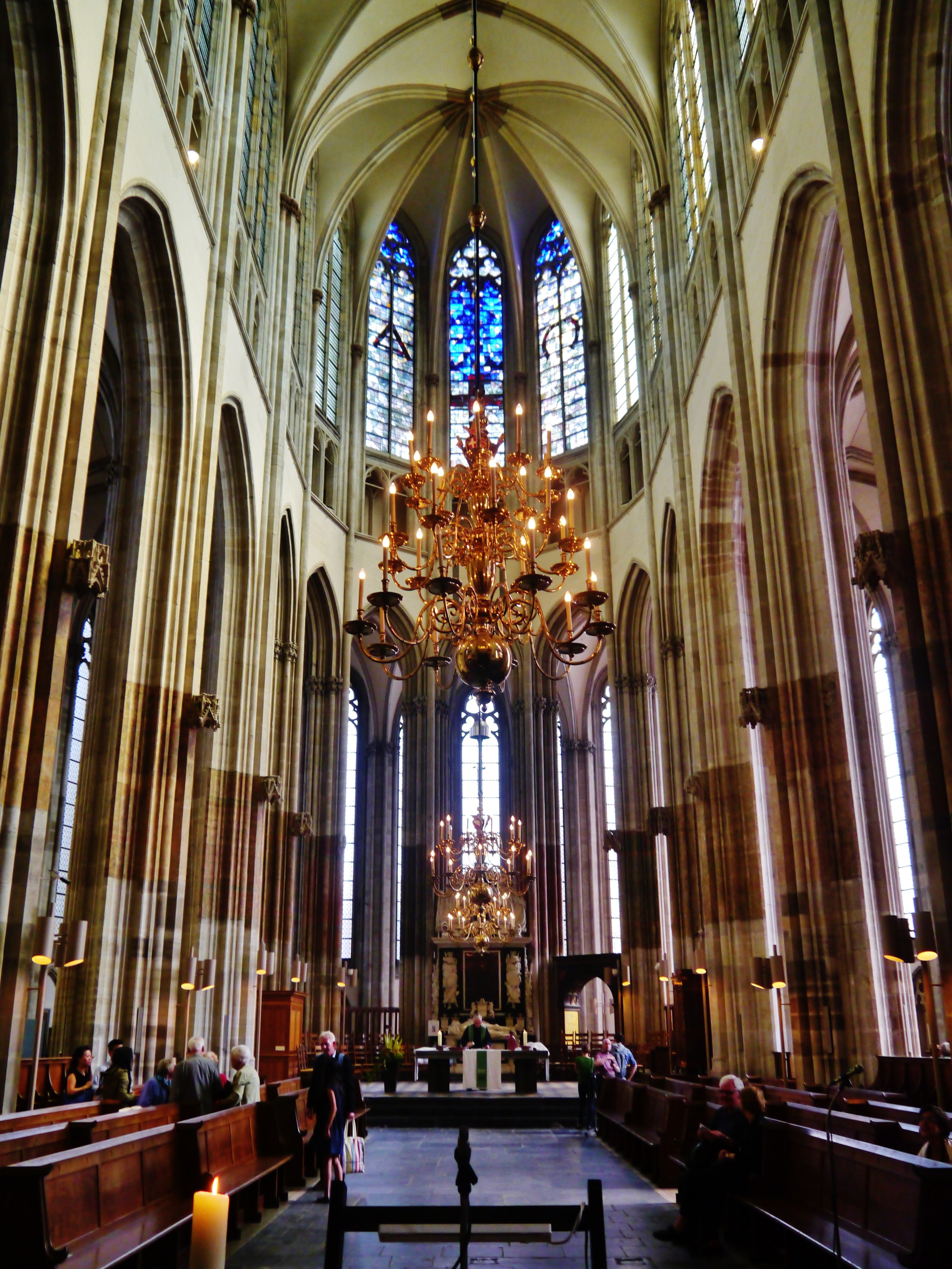
Der Chor

Um 630 errichteten fränkische Missionare eine erste hölzerne Kirche im ehemaligen römischen Kastell Utrecht (Traiectum), die vielleicht schon dem Heiligen Martin geweiht war. Um 695 wurde unter dem zum Erzbischof der Friesen ernannten Willibrord eine steinerne Kirche errichtet und Utrecht damit zum kirchlichen Zentrum ausgebaut. 857 wurde die Kirche von den Normannen zerstört. Nach 922 wurde der Wiederaufbau in Angriff genommen. Nach erneuter Zerstörung durch Brand im Jahr 1017 konnte 1023 ein Neubau geweiht werden. 1131 und 1148 folgten wiederum Brandschäden, eine neue Weihe wurde 1173 vorgenommen. 
Ein weiterer Brand 1253 wurde offenbar zum Auslöser für die Planung eines großen gotischen Neubaus, zu dem Bischof Heinrich I. 1254 der Grundstein legte. Um 1295 wurde der Chorumgang vollendet, der in enger Anlehnung an den Kölner Dom gestaltet worden war. Während die Bauarbeiten im Ostteil der Kirche noch in vollem Gange waren, wurde zwischen 1321 und 1382 der hohe Westturm errichtet. Kurz nach 1400 kam der Kirchbau für einige Zeit zum Erliegen. Dieser Zustand um 1460 wurde im Hintergrund eines anonymen Triptychons im Rijksmuseum in Amsterdam festgehalten, das die Kreuzigung darstellt, wo noch das romanische Schiff zwischen Chor und Turm zu sehen ist (siehe Bild).

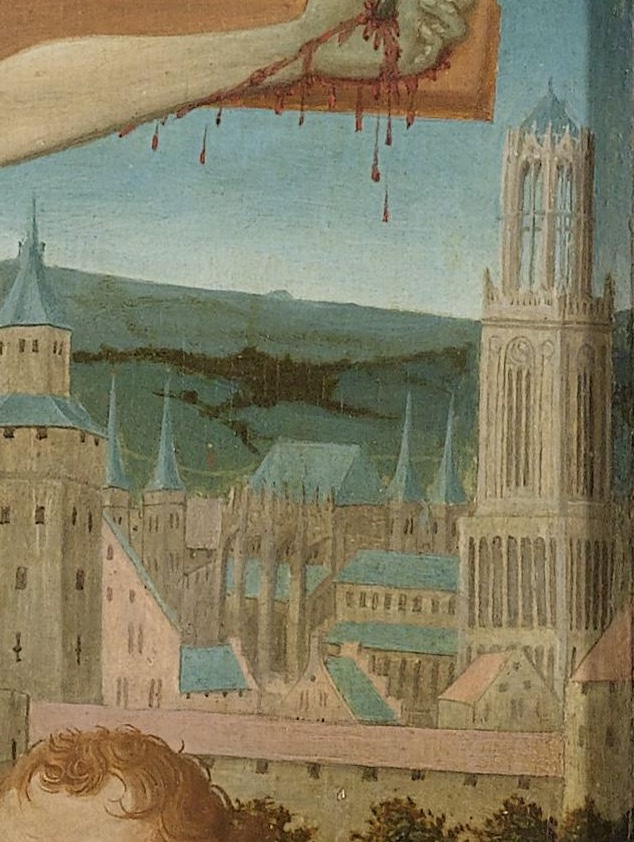
Der Dom auf einem Retabel aus der Zeit zwischen 1457 und 1467, Detail (Rijksmuseum, Amsterdam)

Unter den Bischöfen Rudolf von Diepholt und David von Burgund wurde die Bautätigkeit wieder intensiviert. Zuerst entstand  unter Baumeister Jacob van der Borch das Querschiff mit der Kapelle des Rudolf von Diepholt und der kleine Kapitelsaal. Ab 1467 wurde das romanische Langhaus abgebrochen und begonnen, ein gotisches Schiff zu errichten. Dieses wurde aber nie vollendet; es fehlten das Gewölbe und die Strebepfeiler.
Um 1500 wurde der Westflügel des Kreuzgangs mit Maßwerk und Gewölben versehen und der Große Kapitelsaal errichtet.

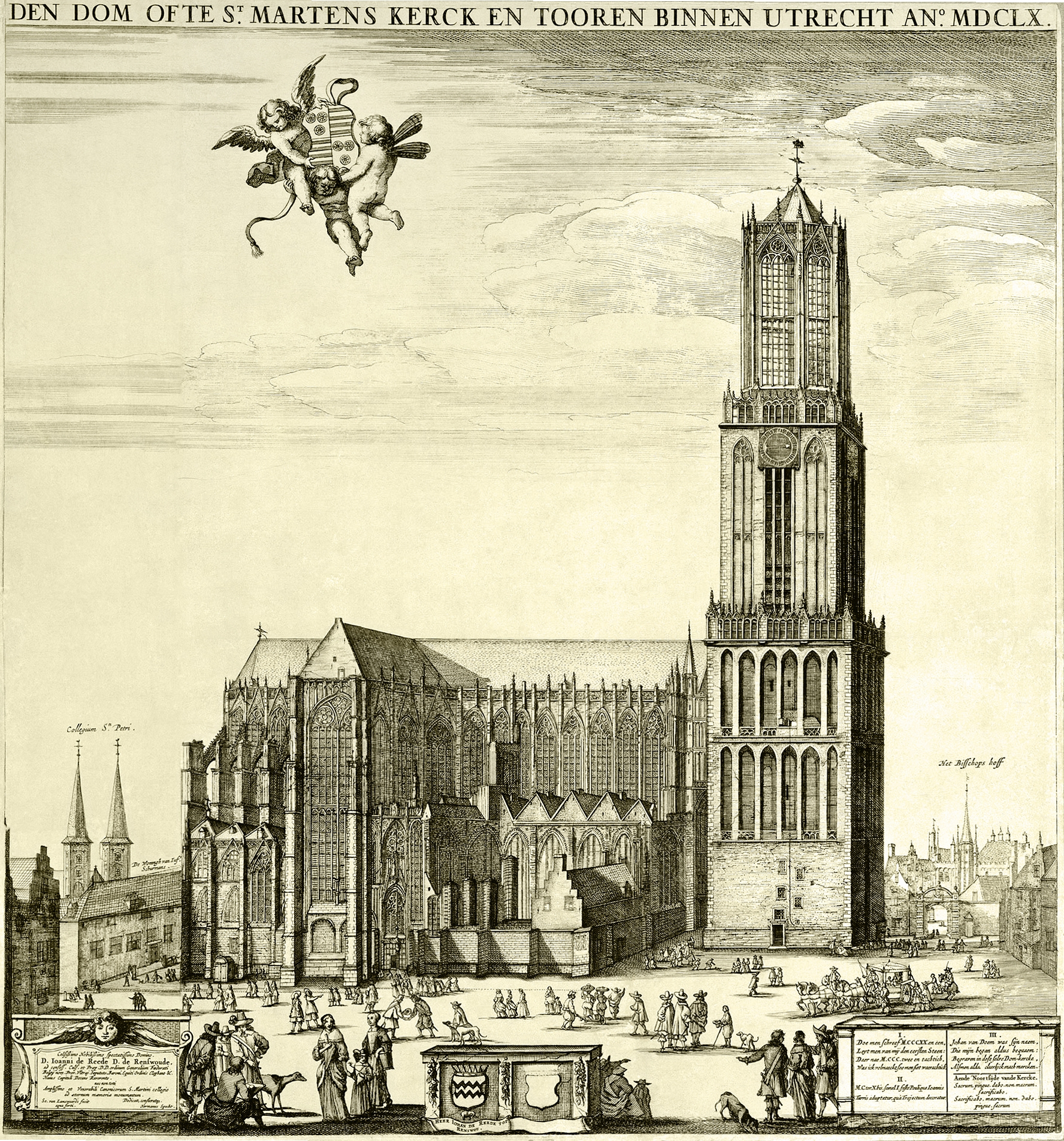
Historische Ansicht vor dem Einsturz des Mittelschiffes

Beginn des 16. Jahrhunderts gingen der Kirchenfabrik die Mittel aus; 1521 wurden die Bauarbeiten, nachdem die Kirche im Wesentlichen fertiggestellt war, eingestellt.
1559 wurde Utrecht zum Erzbistum erhoben. 1580 erlitt der Dom Verluste an der Ausstattung während des Bildersturms und ging an die Protestanten über. Während der Besetzung durch den französischen König Ludwig XIV. 1672/73 nahmen die Katholiken den Dom kurzzeitig wieder in Besitz.
Ein heftiger Sturm führte am 1. August 1674 zum Einsturz des Mittelschiffs der Kirche. Der Utrechter Maler Herman Saftleven wurde von der Stadtregierung Utrechts beauftragt, die Situation nach dem Einsturz zu dokumentieren. Das stehengebliebene Querschiff wurde mit einer provisorischen Westwand abgeschlossen. Die Ruinen des Mittelschiffs wurden erst 1826 geräumt; an ihrer Stelle entstand der Domplein (Domplatz). Der Verfall des Doms setzte sich während des 19. Jahrhunderts fort; 1850 wurde eine erste Renovierungsaktion in Gang gesetzt. Weitere Renovierungen folgten 1921 und 1979–1988. Der Turm wurde 1901–1931 durchgreifend saniert. Ein Wiederaufbau des eingestürzten Mittelschiffs wird immer wieder diskutiert. 2004 – zum 750-jährigen Jubiläum der Grundsteinlegung des gotischen Domes – wurden die Ausmaße des Kirchenschiffs durch eine Metallkonstruktion angedeutet.

## Turm
Bemerkenswert ist der kolossale 112 Meter hohe Westturm („Domtoren“). Er zählt zu den größten und eigentümlichsten Türmen des 14. Jahrhunderts in Europa. Die kaleidoskopische Form besteht aus zwei unterschiedlich breiten, quadratischen Geschossen und einer achteckigen Laterne, bekrönt von einem sehr flachen Helm.
Der Turmbau rief wegen der vermeinten Eitelkeit des Unternehmens Proteste des Bußpredigers Geert Groote hervor, die er in seinem Traktat Contra turrim Traiectensem („Gegen den Utrechter Turm“) niederschrieb. Trotzdem übte der Turm des Utrechter Domes später einen prägenden Einfluss auf den Bau verschiedener anderer großer Kirchtürme in den Niederlanden aus, wie zum Beispiel in Amersfoort, Rhenen und Groningen.
Durch den Turm verläuft eine einspurige Straße. Bis 2003 fuhren ausschließlich die Busse der Linie 2 unter dem Turm hindurch, vom Domplatz (Domplein) kommend Richtung Bahnhof über die Oudegracht.

## Orgel

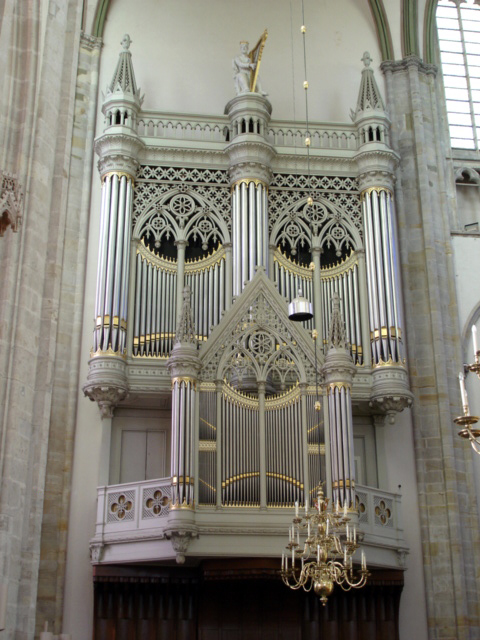
Die große Orgel

Die Geschichte der Orgeln reicht zurück in das Jahr 1342. Die große Orgel wurde in den Jahren 1825–1831 durch die Orgelbauer Johan und Jonathan Bätz (Utrecht) erbaut, wobei teilweise Pfeifenmaterial aus dem 16. und 18. Jahrhundert verwendet wurde. Infolge der Zerstörung der Windanlage im Jahr 1935 musste diese neu gebaut werden. Die Orgel wurde 1974–1975 von der Utrechter Firma Gebrüder van Vulpen vollständig restauriert, wobei zwischenzeitliche Veränderungen rückgängig gemacht wurden. Das Instrument hat insgesamt 50 Register (3698 Pfeifen) auf drei Manualen und Pedal mit folgender Disposition:
| I Rugpositief C–33 |                  |      |     |
| 01.                | Prestant         | 8′ 0 | (B) |
| 02.                | Holpijp          | 8′   | (B) |
| 03.                | Quintadena       | 8′   | (J) |
| 04.                | Octaaf           | 4′   | (J) |
| 05.                | Roerfluit        | 4′   | (h) |
| 06.                | Quint            | 3′   | (J) |
| 07.                | Octaaf           | 2′   | (J) |
| 08.                | Fluit            | 2′   |     |
| 09.                | Cornet V         |      | (B) |
| 10.                | Mixtuur III-VI 0 |      | (J) |
| 11.                | Scherp III-IV    |      | (J) |
| 12.                | Trompet          | 8′   | (B) |
| 13.                | Touzijn          | 8′   | (n) |
|                    | Tremulant        |      | (n) |

| II Hoofdwerk C–f3 |                   |       |     |
| 15.               | Prestant          | 16′ 0 | (B) |
| 16.               | Bourdon           | 16′   | (B) |
| 17.               | Octaaf            | 08′   | (B) |
| 18.               | Roerfluit         | 08′   | (B) |
| 19.               | Octaaf            | 04′   | (B) |
| 20.               | Gemshoorn         | 04′   | (n) |
| 21.               | Quint             | 03′   | (B) |
| 22.               | Octaaf            | 02′   | (B) |
| 23.               | Woudfluit         | 02′   | (n) |
| 24.               | Sesquialter IV    |       | (n) |
| 25.               | Mixtuur IV-VIII 0 |       | (B) |
| 26.               | Fagot             | 16′   | (B) |
| 27.               | Trompet           | 08′   | (n) |

| III Bovenwerk C–f3 |                  |       |     |
| 28.                | Prestant         | 8′    | (B) |
| 29.                | Holpijp          | 8′    | (B) |
| 30.                | Baarpijp         | 8′    | (B) |
| 31.                | Fluit travers    | 8′    | (B) |
| 32.                | Viola di Gamba 0 | 8′    | (B) |
| 33.                | Octaaf           | 4′    | (J) |
| 34.                | Openfluit        | 4′    | (J) |
| 35.                | Roerquint        | 2 ⁄3′ | (n) |
| 36.                | Gemshoorn        | 2′    | (J) |
| 37.                | Flageolet        | 1′    | (J) |
| 38.                | Carillon III     |       | (B) |
| 39.                | Echotrompet      | 8′    | (B) |
| 40.                | Vox Humana       | 8′    | (n) |
|                    | Tremulant        |       | (n) |

| Pedaal C–f1 |               |         |     |
| 41.         | Prestant      | 16′     | (B) |
| 42.         | Open Subbas 0 | 16′     | (B) |
| 43.         | Octaafbas     | 08′     | (B) |
| 44.         | Fluitbas      | 08′     | (B) |
| 45.         | Roerquint     | 05 1⁄3′ |     |
| 46.         | Octaaf        | 04′     | (J) |
| 47.         | Mixtuur IV    |         |     |
| 48.         | Bazuin        | 16′     |     |
| 49.         | Trombone      | 08′     | (B) |
| 50.         | Trompet       | 04′     | (B) |
| 51.         | Cinq          | 02′     | (B) |

- Anmerkungen:

(J) = Register ganz oder in Teilen von 1571 (Peter Jantz)
(h) = Register von vor 1871
(B) = Register von 1831 (Jonathan Bätz)
(n) = Register von nach 1975

## Glocken

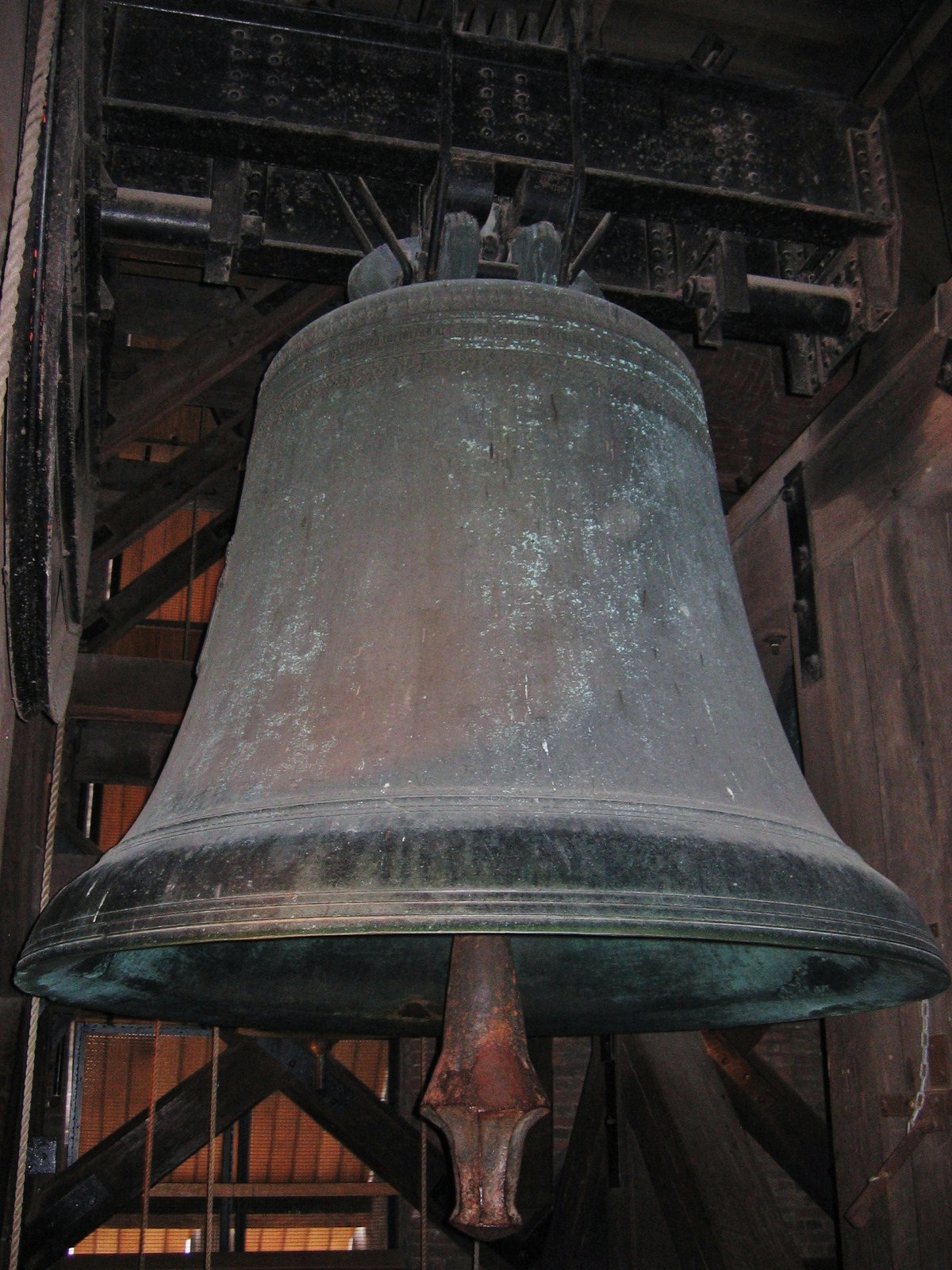
Salvatorglocke

In der unteren Glockenstube hängt ein Geläut aus 14 Glocken. Gerhardus de Wou goss 1505 eine diatonische Reihe von 13 Glocken zu einem der mächtigsten Geläute Europas. Hierfür wurde der vorherige Glockenbestand teilweise geschmolzen, teils verkauft. Die sieben modernen Eijsbouts-Glocken ersetzen die jeweils ton- und rippengleichen Van-Wou-Glocken, die 1664 zur Finanzierung des Carillons eingeschmolzen wurden. Die vierzehnte Glocke gehört nicht zum eigentlichen Hauptgeläut und hing vermutlich im ehemaligen Dachreiter über der Vierung. Seit 1979 werden alle Glocken von der rund 50-köpfigen Utrechter Läutegilde sowohl zu kirchlichen als auch zu profanen Anlässen von Hand geläutet. Dabei nimmt die große Salvatorglocke in Kombination mit anderen Glocken ihren Dienst nur zu hohen Festtagen auf:
- Christmette ab 23 Uhr,
- Ostersonntag zum Osterjubel ab 6:40 Uhr und ab 10 Uhr (Gottesdienst),
- Koningsdag ab 9 Uhr,
- Nationale Dodenherdenking (nationaler Totengedenktag) von 19:30 bis 20:00 Uhr solistisch,
- Christi Himmelfahrt ab 10 Uhr und
- Pfingstsonntag ab 10 Uhr.

Das Vollgeläut erklingt jeweils am Neujahrstag um Mitternacht zum Jahreswechsel und zur Eröffnung des Oude-Muziek-Festivals gegen 12 Uhr.
| Nr. | Name                   | Gussjahr | Gießer, Gussort              | Durchmesser (mm) | Masse (kg) | Schlagton (HT-1/16) |
| 01  | Salvator               | 1505     | Gerhardus de Wou             | 2.270            | 8.227      | fis0                |
| 02  | Maria                  | 1505     | Gerhardus de Wou             | 2.030            | 5.915      | gis0                |
| 03  | Martinus               | 1505     | Gerhardus de Wou             | 1.820            | 4.273      | ais0                |
| 04  | Michael                | 1505     | Gerhardus de Wou             | 1.700            | 3.343      | h0                  |
| 05  | Johannes Baptista      | 1505     | Gerhardus de Wou             | 1.530            | 2.398      | cis1                |
| 06  | Maria Magdalena        | 1505     | Gerhardus de Wou             | 1.360            | 1.655      | dis1                |
| 07  | Agnes Maior            | 1982     | Koninklijke Eijsbouts, Asten | 1.270            | 1.305      | e1                  |
| 08  | Agnes Minor            | 1982     | Koninklijke Eijsbouts, Asten | 1.220            | 1.146      | eis1                |
| 09  | Pontianus              | 1982     | Koninklijke Eijsbouts, Asten | 1.140            | 0.942      | fis1                |
| 10  | Campana crucis         | 1982     | Koninklijke Eijsbouts, Asten | 1.020            | 0.662      | gis1                |
| 11  | Beningnus              | 1982     | Koninklijke Eijsbouts, Asten | 0.910            | 0.467      | ais1                |
| 12  | Thomas                 | 1982     | Koninklijke Eijsbouts, Asten | 0.850            | 0.396      | h1                  |
| 13  | Adrianus               | 1982     | Koninklijke Eijsbouts, Asten | 0.760            | 0.281      | cis2                |
| 14  | Jesus, Maria, Johannes | 1506     | Gerhardus de Wou             | 0.820            | 0.392      | h1                  |

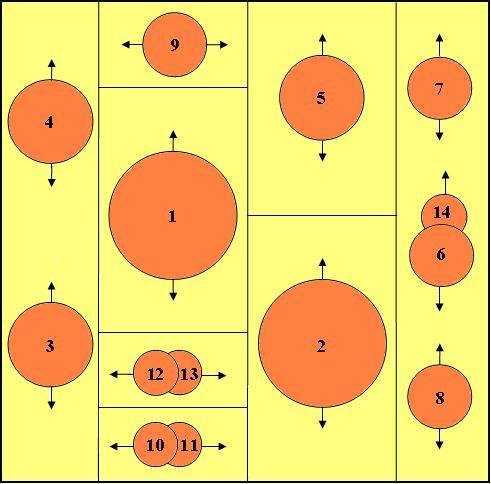
Schematische Darstellung der Aufhängung der Glocken im Glockenstuhl. Alle Glocken hängen im Holzglockenstuhl an geraden Stahljochen.

Außer dem Geläut befindet sich im achteckigen Teil des Turms ein historisch bedeutendes Carillon aus fünfzig Glocken, 1663 gegossen von den Brüdern Hemony. Jacob van Eyck war im 17. Jahrhundert Glockenspieler des Domes.

## Maße

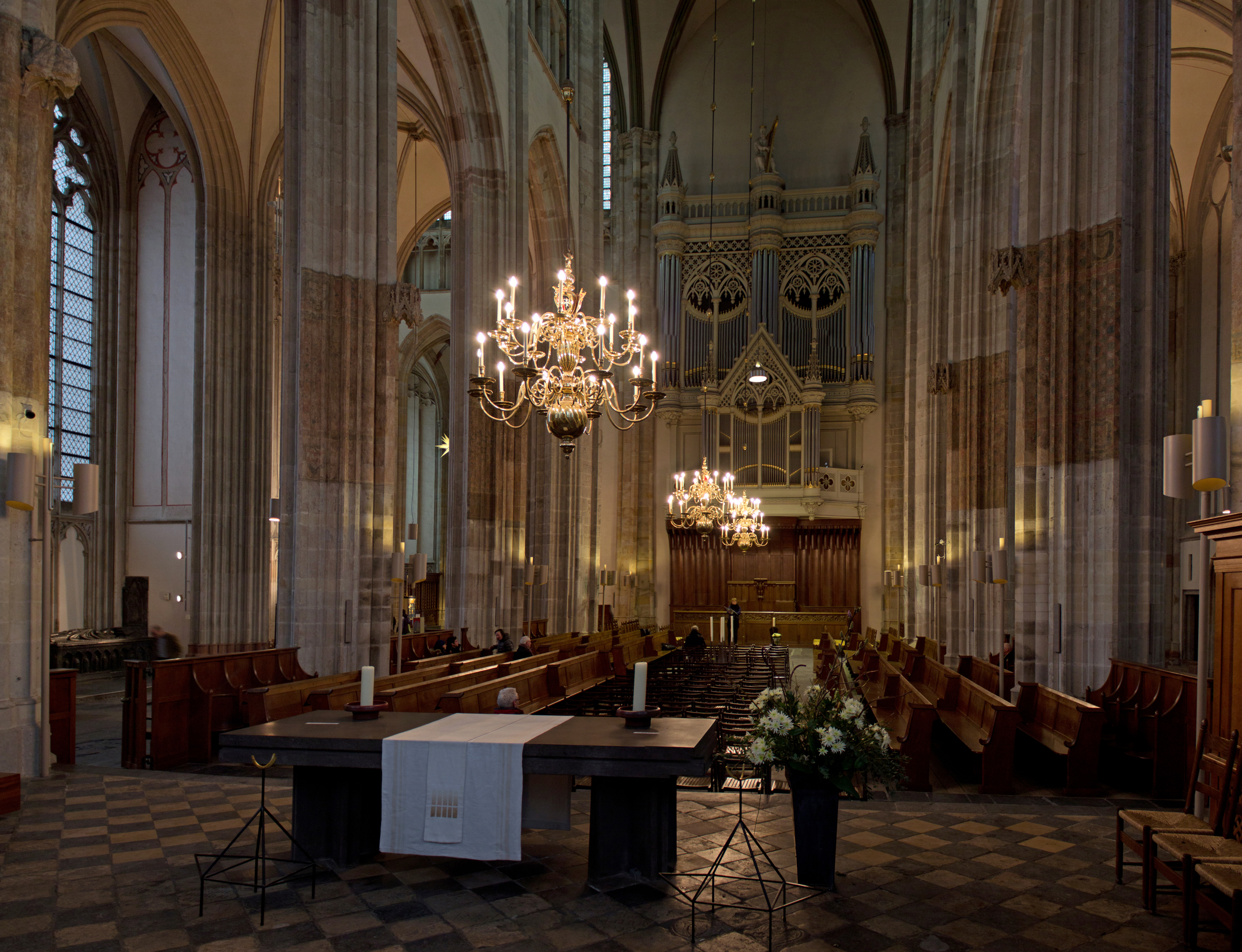
Chorapsis mit Altar, von Osten gesehen

- Gesamtlänge außen vor Schiffeinsturz: 119 Meter (Turm einbegriffen)
- Länge des Querhauses außen: 49 Meter
- Innenhöhe der Chorgewölbe: 31,5 Meter
- Höhe des Dachfirstes: 41,6 Meter
- Grundfläche des Turmes: 19,3 × 19,5 Meter
- Turmhöhe: 112,32 Meter